# Craig Shakespeare
Craig Robert Shakespeare (Birmingham, Inglaterra; 26 de octubre de 1963-1 de agosto de 2024) fue un futbolista y entrenador inglés. Su último equipo fue el Watford, donde trabajó como asistente. Fue el entrenador del Leicester City desde el 23 de febrero de 2017 hasta el 16 de octubre del mismo año.

## Trayectoria

### Como jugador
Tuvo una trayectoria como jugador en las categorías no profesionales del fútbol inglés. Su único título a nivel de jugador fue la Football League Third Division en 1988, siendo jugador del Walsall FC. Se retiró en 2000, en las filas del Hednesford Town FC.

### Como entrenador
Tras colgar las botas, comenzaría como ojeador del cuerpo técnico del West Bromwich Albion en 2006, hasta llegar en 2008 al Leicester City, en tercera división.
Como parte del cuerpo técnico de Nigel Pearson y Claudio Ranieri, Shakey fue clave en los ascensos al Championship, a la Premier y en la Liga lograda por los foxes. Sólo en su breve paso por el Hull (2010-2011), al que emigró junto a Pearson, abandonaría el club de Leicester.
En febrero de 2017, tras la destitución de Ranieri, se hace cargo del primer equipo del conjunto de Leicestershire, que en aquel momento estaba rozando los puestos de descenso de la Premier League 2016-17. Tras los triunfos ante Liverpool (3-1) y Hull City (3-1), es nombrado entrenador principal hasta el final de la temporada. Bajo su dirección, el equipo inglés logró derrotar al Sevilla FC en el partido de vuelta de octavos de final de la Liga de Campeones (2-0), pasando a cuartos de final, donde fue eliminado por el Atlético de Madrid. También aseguró la permanencia de los Foxes en la Premier League, terminando en 12.º puesto con 44 puntos, por lo que firmó un nuevo contrato para las tres próximas temporadas. Sin embargo, fue despedido en octubre de 2017, dejando al equipo en 18.ª posición de la Premier League 2017-18 tras sumar 6 puntos en 8 partidos.

## Clubes

### Como jugador
| Club                      | País       | Año         | Partidos | Goles |
| ------------------------- | ---------- | ----------- | -------- | ----- |
| Walsall F.C.              | Inglaterra | 1981 - 1989 | 284      | 45    |
| Sheffield Wednesday F.C.  | Inglaterra | 1989 - 1990 | 17       | 0     |
| West Bromwich Albion F.C. | Inglaterra | 1990 - 1993 | 112      | 12    |
| Grimsby Town F.C.         | Inglaterra | 1993 - 1997 | 106      | 10    |
| Scunthorpe United F.C.    | Inglaterra | 1997 - 1998 | 4        | 0     |
| Telford United F.C.       | Inglaterra | 1998 - 1999 |          |       |
| Hednesford Town F.C.      | Inglaterra | 2000        | 1        | 0     |

### Como entrenador
| Club                      | País       | Año         | P  | PG | PE | PP | % v.   |
| ------------------------- | ---------- | ----------- | -- | -- | -- | -- | ------ |
| West Bromwich Albion F.C. | Inglaterra | 2006        | 1  | 1  | 0  | 0  | 100%   |
| Leicester City F.C.       | Inglaterra | 2017        | 26 | 11 | 6  | 9  | 50%    |
| Watford F.C. (Asistente)  | Inglaterra | 2019 - 2020 | 23 | 7  | 6  | 10 | 39.13% |
| Total                     | Total      | Total       | 50 | 19 | 12 | 19 | 46%    |

## Palmarés
Walsall F.C.
- Football League Third Division: 1988